# The Irises
The Irises è un cortometraggio d'animazione del 1991 diretto da Suzanne Gervais e Jacques Giraldeau e basato sulla vita del pittore olandese Vincent van Gogh.

## Riconoscimenti
- 1991 - Montréal World Film Festival
  - Premio della Giuria (Suzanne Gervais, Jacques Giraldeau)